# Monica Dahl
Monica Anja Dahl (Windhoek, 10 luglio 1975) è un'ex nuotatrice namibiana.

## Carriera sportiva
Tedesca di Namibia, all'età di 15 anni è stata presa nella Nazionale di nuoto della Namibia, partecipando a soli 17 anni ai Giochi della XXV Olimpiade di Barcellona nel 1992. In seguito, ha anche preso parte ai Giochi della XXVI Olimpiade di Atlanta nel 1996.

## Risultati sportivi

### Palmarès
| Anno | Manifestazione  | Sede       | Evento                 | Risultato | Prestazione | Note |
| ---- | --------------- | ---------- | ---------------------- | --------- | ----------- | ---- |
| 1992 | Giochi olimpici | Barcellona | 50 metri stile libero  | 37º       | 27"45       |      |
| 1992 | Giochi olimpici | Barcellona | 100 metri stile libero | 35º       | 59"05       |      |
| 1996 | Giochi olimpici | Atlanta    | 50 metri stile libero  | 36º       | 26"76       |      |
| 1996 | Giochi olimpici | Atlanta    | 100 metri stile libero | 32º       | 57"95       |      |